# ExFAT
exFAT (acronimo inglese per Extended File Allocation Table, Tabella di Allocazione File Estesa), anche conosciuto come FAT64, è un file system, introdotto nel 2006 da Microsoft con Windows Embedded CE 6.0, pensato appositamente per memorie flash e, in generale, per dispositivi di archiviazione dalle dimensioni contenute.

## Storia
Il supporto a exFAT è stato incluso nel 2008 nel Service Pack 1 di Windows Vista e in Windows XP grazie a un aggiornamento.
macOS supporta la creazione di filesystem exFAT dalla versione OS X Snow Leopard.
Nel gennaio 2013 è stata distribuita la prima implementazione open source stabile in C per Linux.
Nel 2019 con il kernel 5.4, grazie a Microsoft, il driver per exFAT è integrato nel kernel Linux e non richiede più installazione manuale.
Nel 2020, il kernel Linux, con la versione 5.7 usa il driver di Samsung per exFAT, più ottimizzato rispetto a quella fornito da Microsoft.

## Descrizione generale
Ideato come alternativa a FAT32, risulta particolarmente indicato in quei casi in cui NTFS risulta poco flessibile, a causa della più complessa struttura di dati, e introduce notevoli miglioramenti rispetto alla File Allocation Table (FAT) precedente, tra cui:
- il limite teorico delle dimensioni dei file passa da 232 a 264 byte (da 4 gigabyte a 16 exabyte)
- la dimensione dei cluster passa a un valore teorico di 2255 byte, ma le implementazioni non supereranno i 32 MB
- permette di memorizzare più di 1000 file per cartella
- il supporto di liste di controllo degli accessi, tuttavia non disponibile su Windows Vista
- ha prestazioni migliori, in particolare nell'allocazione di spazio libero
- il supporto per il Transaction-safe FAT (disponibile opzionalmente in Windows Embedded CE 6.0)

exFAT presenta però alcune caratteristiche negative, come:
- l'impossibilità di essere utilizzato per la funzionalità ReadyBoost di Windows Vista (è tuttavia utilizzabile dalla  versione del sistema Microsoft Windows 7)
- lo stato di licenza poco chiaro, in quanto Microsoft ha brevettato alcune porzioni delle versioni precedenti del FAT[4]